# Ann Gordon
Ann Gordon, née Ann King en 1795 et morte le 6 juin 1868 est une australienne d'origine britannique, surintendante de l'usine pénitentianire pour femmes de Parramatta dans la colonie de Nouvelle-Galles du Sud. Elle dirige l'usine de 1827, jusqu'à son licenciement en 1836.

## Vie
Gordon est né à Portsmouth vers 1795. Ses parents sont Ann (née Ovey) et son mari James King est un coursier employé par le gouvernement. Elle et sa sœur se sont toutes deux mariées en 1812. Elle épouse un soldat irlandais, Robert Gordon, à la St Mary's Church (en) l'église paroissiale locale de l'île de Portsea.
Elle part en Australie lorsque son mari s'enrôle dans le 48e régiment d'infanterie (Northamptonshire) (en) alors qu'ils sont en Irlande. Le régiment est envoyés dans la colonie de Nouvelle-Galles du Sud. Ann l'accompagne, mais leur petite fille Letitia reste en Irlande avec ses grands-parents. Ils ont par la suite deux autres enfants à Newcastle avant que son mari ne quitte l'armée. Ils deviennent colons et en 1825, on leur accorde des terres à Burragorang, en Nouvelle-Galles du Sud (en), mais ils ne les exploitent pas car en 1827, Ann devient directrice de l'usine de femmes de Parramatta et son mari devient « le gardien ».

## Usine de fabrication de femmes de Parramatta

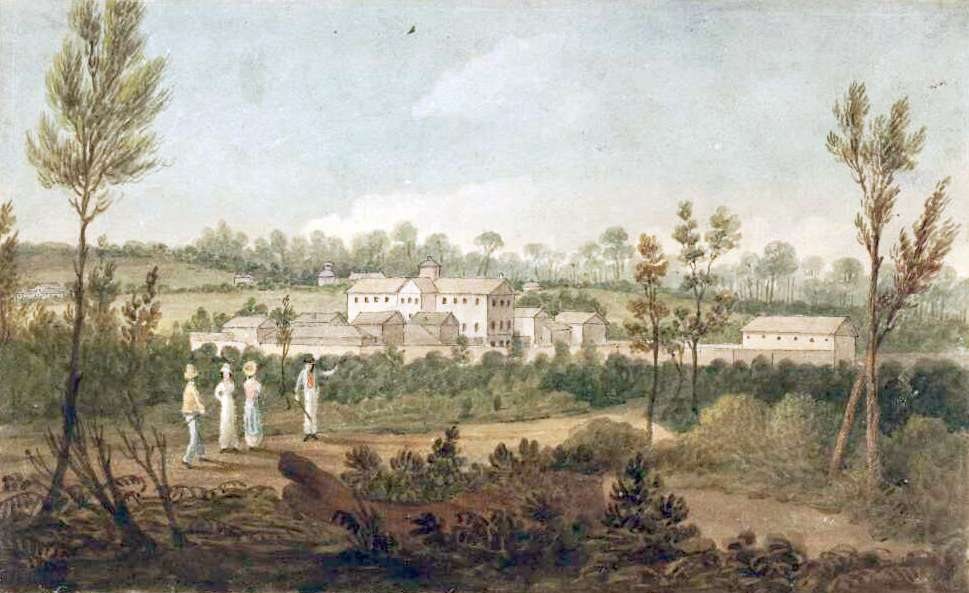
Usine de Parramatta vers 1826.

En octobre 1827, l'usine pénitentiaire pour femmes de Parramatta est le théâtre d'émeutes de femmes en réponse à une réduction des rations et à leurs mauvaises conditions de travail. La directrice, Elizabeth Raine (en) démissionne et doit être secourue dans l'usine. Gordon  commence son travail en tant que nouvelle directrice et surintendante de l'usine, sa première tâche étant de négocier avec les femmes qui s'étaient échappées du bâtiment. Elle réussit à les persuader de revenir, mais la ration controversée de pain et de sucre étant restée inchangée, en moins d'une heure, plus de 100 femmes s'échappèrent en masse et se dirigèrent vers la ville. Elles pillèrent des commerces pour se ravitailler et 40 soldats les ramenèrent de force.

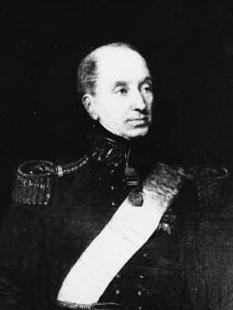
Ralph Darling

Gordon est nommé par le gouverneur de la Nouvelle-Galles du Sud, Ralph Darling. Il s’était plaint auparavant du fait qu’il n’y avait personne de disponible pour occuper ce poste. Darling  offre le poste à Gordon pour 150 £ par an (50 £ de moins par an que pour Elisabeth Raine avant elle). Ann, son mari Robert et leurs enfants reçurent du carburant et un logement gratuits et elle devint l'une des femmes les mieux payées de la colonie. Darling soutient Gordon dans ses efforts pour introduire une gestion efficace dans l'usine. Une autre émeute a lieu en 1831 , année où Darling se retire. Gordon a plusieurs surveillantes adjointes et quatre autres membres du personnel, dont un agent de police, mais ils ne sont pas toujours coopératifs. Sous le nouveau gouverneur Richard Bourke, le nombre de femmes augmente dans l'usine et les conditions de détention et le comportement des détenues se détériore. En 1833, une autre émeute éclate.
Gordon devient célèbre dans la localité. L'usine est surnommée Gordons' Villa et même Gordon's Nunnery ou Seminary.
En 1835, Gordon complète le personnel avec des femmes détenues de confiance qui servent de sages-femmes et de surveillantes. Des rumeurs se  répandent selon lesquelles son mari est impliqué dans des pratiques immorales à l'usine, et que le fils du gouverneur, Richard Bourke, serait le père des petits-enfants de Gordon.

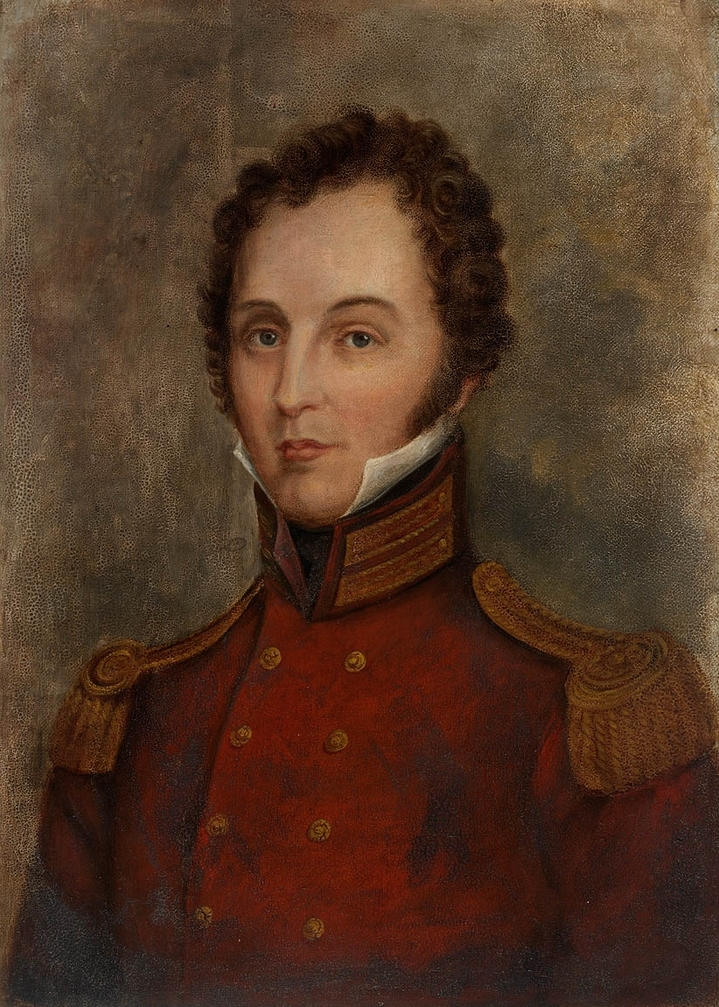
Richard Bourke en 1835.

Robert est renvoyé en 1835 et Ann Gordon en 1836, bien que Bourke déclare qu'elle n'est pas en faute et qu'elle reçoive un salaire d'un an en compensation. Bourke indique à ses supérieurs qu'il a instauré l'ordre dans l'usine. Gordon a été remplacé par Sarah et Thomas Bell qui deviennent respectivement la nouvelle matrone et le gardien.
Gordon essaie sans succès de regagner sa position de matrone. Robert obtient une licence pour le « Jolly Sailor » à Parramatta, mais selon Ann, il ne travaille pas pendant une décennie et il dépense tout l'argent qu'elle lui donne. Elle devient veuve en 1863 et elle meurt en 1868 à East Maitland (en).